# Stéphane Bérard
Pour les articles homonymes, voir Bérard.
Stéphane Bérard, né à Lille en 1966, est un artiste français qui vit et travaille à Paris.

## Biographie
Stéphane Bérard naît en 1966 à Lille. À la fois poète et plasticien, il vit et travaille à Paris. Artiste conceptuel, il se lance dans une série de projets d’inventions, dont certains verront le jour, sous forme de prototypes.

## Expositions
- 2025 : Al Dante le raout, commissaires S. Nowak Papantoniou, L. Cauwet, Cipm, Marseille
- 2024 : À l'ancienne, carte blanche à Nathalie Quintane, Maison de la Poésie, Paris
- 2024 : Stand, Salon de Poésie, La Parole errante, Montreuil
- 2023 : Rouleau de printemps, soirée de soutien à Lundi matin, La Parole errante, Montreuil
- 2018 : Zéro pression, galerie Territoires partagés, Marseille
- 2017 : Give Violence A Chance, galerie Eva Meyer, Paris
- 2015 : Intuitions en dur, galerie Eva Meyer, Paris
- 2014 : La Comédie de l'Art, commissaire Arnaud Labelle-Rojoux, Fondation du Doute, Blois
- 2013 : Yeah!, commissaires MBDTC, Rezé
- 2013 : Brutal Warburg 2013, galerie Eva Meyer, Paris[3]
- 2012 : A la vie délibérée !, commissaires Eric Mangion, Cédric Moris Kelly, Villa Arson, Nice
- 2011 : Brutal Warburg, Galerie Marion Meyer Contemporain, Paris
- 2010 : Rites de Passage au marché privé, Printemps de Septembre, commissaire Eric Mangion, Toulouse
- 2008 : Less is less, more is more, commissaires Charlotte Laubard, Fréderic Roux, CAPC, Bordeaux
- 2008 : Marion Meyer[4]
- 2007 : A l’épreuve du luxe, commissaire Laurent Cauwet, La Vitrine, Limoges
- 2006 : Re-re, commissaire Jean-Marc Chapoulie, Fondation d'entreprise Ricard, Paris
- 2005 : Burlesques contemporains, commissaire Christophe Kihm, Galerie du Jeu de Paume, Paris
- 2004 : Shake, Ok Centrum, commissaires Laurence Gâteau, Genoveva Rückert , Linz (Autriche), Nice.
- 2003 : Ce que je fiche, commissaires Nadine Gomez, Eric Mangion , Digne-les-Bains
- 1999 : Le Fou dédoublé, commissaires Jean-Yves Jouannais, Dimitri Konstantinidis, Andreï Eroféev, Maison centrale des artistes, Moscou et Château de Oiron

## Publications
- L'Art en montagne, Collection du Musée Gassendi, Nadine Gomez-Passamar & Sandra Cattini, pp162, 163, Fage éditions, 2025
- Répertoire des subversions, art, activisme, méthodes, par Martin Le Chevallier, pp 52, 95, 126, éditions Zones, 2024
- Le sec et le vif, Essai par Natacha Pugnet, pp192–194, La lettre Volée, 2024
- Trois Éveils, Essai par Lionel Ruffel, pp120–123, José Corti, 2024
- Christophe Tarkos et ses revues, David Christoffel, La Revue des revues 2020/1 (N° 63)
- Portefolio revue Marges 2017/1 (n° 24)
- Stéphane Bérard, Sophie Lapalu revue Marges 2017/1 (n° 24)
- Stéphane Bérard, 1000 plateaux-repas : études en moyenne montagne, Yellow Now, Musée Gassendi, Réserve Naturelle Géologique de Haute-Provence, 2013, 112 p.,  (ISBN 978-2-87340-317-1)
- Actions politiques/actions littéraires, Poésie & politique, Christophe Hanna dans « Toi aussi, tu as des armes » La Fabrique Éditions, 2011
- Stéphane Bérard, Rites de passage au marché privé, Johann Defer revue Marges 2008/2 (n° 8), pages 8 à 20
- Stéphane Bérard, Ce que je fiche II, Éditions Al Dante, 2008, 192 p.,  (ISBN 2847619062)
- Stéphane Bérard, L’Enfer de Dante Alighieri. Traduction intégrale de Stéphane Bérard. Éditions Al Dante, 2008, 616 p.,  (ISBN 978-2-84761-993-5)
- Art et psychose : pertinence de l’insolence, Lectures psychanalytiques, Murielle Gagnebin in Authenticité du faux, Presses Universitaires de France, 2004
- Séphane Bérard, Émilie Renard, Artforum, 2003.
- Stéphane Bérard, Ce que je fiche, CAIRN – Centre d’Art, FRAC PACA, 2003

## Littérature
• Stéphane Bérard, Nathalie Quintane, Club Bizarre, éditions PLI, 2023, 70p
• Mon Combat (traduction), Questions théoriques, 2013, 197p file:///Users/admin/Downloads/berard_mc-3.pdf
• Mémoires d’espoir (traduction), Questions théoriques, 2011, 72p[réf. à confirmer]
• L’Enfer (traduction), Al dante, 2008, 615p
• L’Enfer (traduction chant I à X), Al dante, 2006, 133p
• Le problème martien, Al dante, 2002, 120p